# Tấn công tự sát ở Iraq ngày 23 tháng 4 năm 2009
Các vụ tấn công tự sát ở Iraq ngày 23 tháng 4 năm 2009 là hai vụ tấn công cảm tử riêng rẽ xảy ra tại Bagdad và Muqdadiya, Iraq. Hai kẻ đánh bom tự sát, mình quấn đầy thuốc nổ, đã tự cho nổ tung, lấy đi sinh mạng của 79 người, kể cả vài người hành hương Iran. Đây là ngày đẫm máu nhất trong vòng một năm qua ở Iraq.

## Bối cảnh
Các vụ đánh bom tự sát diễn ra trong bối cảnh an ninh ở Iraq - vốn được cải thiện trong thời gian gần đó - có vẻ xấu đi do các nhóm phản kháng tận dụng thời điểm lính Mỹ chuẩn bị rút về nước vì các phần tử chống đối người Hồi giáo Sunni và Al-Qaeda vẫn tiếp tục các cuộc tấn công.
Theo số liệu của chính phủ Iraq, đã có hơn 87.000 thường dân nước này chết trong các vụ đánh bom hoặc hành hình. Theo tính toán của hãng thông tấn Mỹ AP, số thường dân Iraq thiệt mạng kể từ khi Chiến tranh Iraq nổ ra năm 2003 lên đến hơn 110.000 người. Tuy nhiên con số thực tế có thể cao hơn từ 10 đến 20%, do có nhiều thường dân mất tích hoặc bị chôn vùi trong tình trạng loạn lạc thời chiến.

## Tấn công

### Muqdadiya
Vụ tấn công thứ nhất xảy ra ở Muqdadiya, cách thủ đô Bagdad 80 km về phía đông bắc. Kẻ đánh bom nhằm vào một nhóm khách hành hương người Iran đang tề tựu trong một quán ăn vào lúc giữa trưa. Những người này đi thăm các ngôi đền của người Shiite ở Iraq. 48 người chết và 77 người bị thương trong vụ đánh bom tự sát này. Đây là vụ tấn công đẫm máu nhất kể từ tháng 12 năm 2008, khi 50 người thiệt mạng trong một quán ăn ở Kirkuk do bị đánh bom.

### Bagdad
Vụ tấn công thứ hai xảy ra ngay trung tâm Bagdad, nhằm vào một xe cảnh sát Iraq đang phân phát nhu yếu phẩm cho người vô gia cư. 28 người chết và 50 người bị thương. Theo một số nhân chứng sống sót, kẻ đánh bom là một phụ nữ. Các gói đồ mang dấu thập đỏ, mũ cảnh sát và những gói bánh quy vương vãi giữa những vũng máu trên đường phố, trong khi một phụ nữ mặc đồ đen ngồi than khóc và tự đánh vào người vì đau khổ.

### Bắt giữ
Ngay sau hai vụ tấn công, giới chức Iraq đã bắt một kẻ được cho là thủ lĩnh một nhóm có liên hệ với Al-Qaeda, tên là Abu Omar al-Baghdadi. Danh tính của người này được xác minh.

## Phản ứng
"Đó là một vụ tấn công tự sát. Rõ ràng ở đây có dấu tay của Al-Qaeda", phát ngôn viên lực lượng an ninh Bagdad, thiếu tướng Qassim Moussawi, nói. Phát ngôn viên chính phủ Iraq Ali al-Dabbagh cho rằng Al-Qaeda đang tìm cách kích động xung đột giữa các nhóm người Iraq bằng cách nhằm vào những nhóm dễ bị tổn thương nhất. "Chúng không phân biệt ai hết. Lý tưởng của chúng là giết người", ông Dabbagh phát biểu trên truyền hình. Mohsen Hakim, Đại diện Hội đồng Tối cao Hồi giáo Iraq ở Iran quy kết al-Qaeda và các phần tử đảng Baath của Saddam Hussein đứng sau các hành động khủng bố này. Phát ngôn viên Bộ Ngoại giao Iran lên án "các vụ tấn công khủng bố" ở Iraq và nói rằng chúng do "kẻ thù của mối quan hệ Teheran - Bagdad" tiến hành. Các quan chức ở Teheran từ lâu vẫn cho rằng sự hiện diện của quân đội Mỹ ở Iraq khiến cho tình hình an ninh tại nước này xấu thêm. Ngoại trưởng Mỹ Hillary Clinton có chuyến thăm bất ngờ tới Bagdad trong ngày 25/4. Đây là chuyến công du đầu tiên của bà tới Iraq trên cương vị người đứng đầu Bộ Ngoại giao Mỹ.

## Iran đóng cửa biên giới với Iraq
Vào thứ bảy, 25/4, Tehran đóng cửa một trạm biên giới với Iraq. Trạm Khosravi, thuộc địa bàn tỉnh Kermanshah, phía tây Iran, bị đóng cửa đối với người Iran cho đến khi có thông báo mới. Tuy nhiên, đài phát thanh Iran không tiết lộ liệu các cửa khẩu khác sang Iraq có bị đóng cửa hay không.